# Antigonus (chi bướm)
Antigonus là một chi bướm ngày thuộc họ Bướm nâu.